# Turopoljski leksikon
Turopoljski leksikon prva je knjiga u kojoj je u potpunosti obrađena povijest i kultura Turopolja, mikroregije u središnjoj Hrvatskoj. Izdao ga je Leksikografski Zavod Miroslav Krleža u Zagrebu 2021. Kako je Turopoljski Leksikon bio zajednički projekt Leksikografskog Zavoda i Grada Velike Gorice, imao je dva glavna urednika: Zavod je na taj položaj postavio uglednog leksikografa Mladena Klemenčića, a grad Velika Gorica tadašnju ravnateljicu gradske knjižnice Katju Matković Mikulčić.
Leksikon je izašao iz tiska krajem ožujka 2021., a javnosti je predstavljen tijekom te godine u Mraclinu, Velikoj Gorici i Zagrebu. Leksikon ima više od sedam stotina stranica, a teži oko 2,5 kilograma. U njemu je obrađeno 1200 pojmova, a ilustriran je s više od tisuću fotografija.

## Nastanak
U Mraclinu kraj Velike Gorice 7. rujna 2017. sastali su se predstavnici grada Velike Gorice i Leksikografskog zavoda. Na sastanku su današnji akademik Ratko Cvetnić, književnik rodom iz Mraclina i njegovi prijatelji Mladen Klemenčić i Vjekoslav Kovačić predstavnicima Grada i Zavoda iznijeli ideju o Turopoljskom Leksikonu. Tim izdanjem Zavod je htio nastaviti tradiciju lokalnih izdanja, započetu izdavanjem Istarske Enciklopedije.

## Urednici
- Glavni urednici:

1. Mladen Klemenčić, leksikograf, LZMK
2. Katja Matković Mikulčić, Grad Velika Gorica

- Članovi uredništva:

1. Ratko Cvetnić, književnik, Zagreb
2. Branko Dubravica, povjesničar, Velika Gorica
3. Vlatka Dugački, povjesničarka, LZMK
4. Iva Klobučar Srbić, kroatistica, LZMK
5. Vesnica Kušar, geografkinja, LZMK
6. Jasmina Lukec, kroatistica, LZMK
7. Krešimir Regan, povjesničar, LZMK

- Suradnici uredništva

1. Crkvena povijest: Ivan Armanda, crkveni povjesničar, LZMK
2. Sport: Ivan Bačmaga, povjesničar, LZMK
3. Arheologija: Ozana Martinčić
4. Kultura: Vlatka Štimac Ljubas, kroatistica, LZMK
5. Kultura: Vesna Župetić, kulturna djelatnica, Grad Velika Gorica

- Jezično uredništvo:

1. Mirjana Mrakužić
2. Marija Kovačušić
3. Davorka Rinčić-Pranjić

## Suradnici
- Armanda, Ivan, crkveni povjesničar, LZMK, Zagreb
- Bačmaga, Ivan, povjesničar, LZMK, Zagreb
- Batinić, Štefka, pedagoginja, Hrvatski Školski Muzej, Zagreb
- Belaj, Melanija, etnologinja, Institut za etnologiju i folkloristiku, Zagreb
- Beuk, Josip, šumarstvenik, Šumarija Velika Gorica
- Bilić, Stipo, publicist, POUVG, Velika Gorica
- Božić, Aleksandar, publicist, Velika Gorica
- Coha, Suzana, književna povjesničarka, Filozofski fakultet, Zagreb
- Cvetnić, Sanja, povjesničarka umjetnosti, Filozofski fakultet, Zagreb
- Cvetnić, Ratko, književnik, Zagreb
- Cvetnić, Željko, akademik, veterinar, Mraclin
- Čanjevac, Ivan, geograf, LZMK, Zagreb
- Čunčić, Mladen, građevinar, Grad Velika Gorica
- Damjanović, Dragan, povjesničar umjetnosti, Filozofski fakultet, Zagreb
- Derganc, Darko, publicist, Velika Gorica
- Drvodelić, Damir, šumarstvenik, Šumarski fakultet, Zagreb
- Dubravica, Branko, povjesničar, Velika Gorica
- Dugački, Vlatka, povjesničarka, LZMK, Zagreb
- Ergović, Maja, etnologinja, Muzej Turopolja, Velika Gorica
- Fuerst-Bjeliš, Borna, geografkinja, PMF, Zagreb
- Grahovac, Miroslav, učitelj, OŠ Vukovina, PŠ Rakitovec
- Grgić, Stipica, povjesničar, Hrvatski studiji, Zagreb
- Hendija, Zora, arhivistica, Zagreb
- Jolić, David, novinar, Velika Gorica
- Karbić, Marija, povjesničarka, Hrvatski institut za povijest, Zagreb
- Klemenčić, Mladen, geograf, LZMK, Zagreb
- Klempić-Bogadi, Sanja, geografkinja, Institut za migracije i narodnosti, Zagreb
- Klobučar Srbić, Iva, kroatistica, LZMK, Zagreb
- Kos, Marko, Agronom, Grad Velika Gorica
- Kušan Špalj, Dora, arheologinja, Arheološki Muzej, Zagreb
- Kušar, Vesnica, geografkinja, LZMK, Zagreb
- Latinčić, Dubravka, povjesničarka, OŠ Jelkovec
- Lukec, Jasmina, kroatistica, LZMK, Zagreb
- Mataga Tintor, Arijana, pedagoginja, Grad Velika Gorica
- Matić, Darko, novinar, Velika Gorica
- Matijašić, Josipa, etnologinja, Muzej Turopolja, Velika Gorica
- Matković, Stjepan, povjesničar, Hrvatski institut za povijest, Zagreb
- Matković Mikulčić, Katja, knjižničarka i publicistica, Velika Gorica
- Melem Hajdarović, Mihela, geografkinja, LZMK, Zagreb
- Miholić, Irena, etnomuzikologinja, Institut za etnologiju i folkloristiku
- Mudrinjak, Damir, publicist, Mače
- Nestić, Jasmina, povjesničarka umjetnosti, Filozofski fakultet, Zagreb
- Orešić, Danijel, geograf, PMF, Zagreb
- Pejak, Nikola, samostalni istraživač, Velika Gorica
- Perok, Nikoleta, arheologinja, Arheološki muzej, Zagreb
- Pintar, Marijana, muzikologinja, LZMK, Zagreb
- Pintarić, Tatjana, arheologinja, Muzej Turopolja, Velika Gorica
- Popovčić, Josip, povjesničar, Muzej Turopolja, Velika Gorica
- Pranjković, Ivo, jezikoslovac, Velika Gorica
- Pustaj, Marko, povjesničar, LZMK, Zagreb
- Puljiz Vidović, Sanda, psihologinja, Centar za djecu, mlade i obitelj, Velika Gorica
- Radoš, Valentina, povjesničarka umjetnosti, Muzej Turopolja, Velika Gorica
- Regan, Krešimir, povjesničar, LZMK, Zagreb
- Richter-Novosel, Željka, geografkinja, LZMK, Zagreb
- Rožić, Ivan, publicist, Buševec
- Sakoman Božić, Barica, publicistica, Velika Gorica
- Stipančević, Mario, povjesničar, HDA, Zagreb
- Szabo, Agneza, povjesničarka, Zagreb
- Šarić, Jandre, psiholog, Zagreb
- Španjol, Željko, šumarstvenik, Šumarski fakultet, Zagreb
- Štimac Ljubas, Vlatka, kroatistica, LZMK, Zagreb
- Štuban, Davor, publicist, Zajednica športskih udruga, Velika Gorica
- Tolj, Jasmina, rudarska inženjerka, LZMK, Zagreb
- Velić, Josipa, geologinja, Rudarsko-geološko-naftni fakultet, Zagreb
- Videk, Nevenka, književna povjesničarka, LZMK, Zagreb
- Vujčić, Davorin, povjesničar umjetnosti, Galerija Antuna Augustinčića, Klanjec
- Vuksan, Ivan, šumarstvenik, Šumarija Velika Gorica
- Zebec, Tvrtko, etnolog, Institut za etnologiju i folkloristiku, Zagreb
- Žebec Šilj, Ivana, povjesničarka, Institut društvenih znanosti Ivo Pilar, Zagreb
- Župetić, Vesna, kulturna djelatnica, Grad Velika Gorica